# Södra Skogsägarna
Södra Skogsägarna eller bare Södra med hovedkontor i Växjö i Småland, er Sveriges største skovejerforening. Södra havde 51.247 medlemmer i 2011, som ejede over 2,373 millioner hektar skov i Götaland. Samme år omsatte foreningen for 10,009 milliarder svenske kronor.
Södras virksomhed er opdelt i fire forretningsområder:
- Södra Skog, hvis vigtigste opgave er at erhverve og handle med træ og sælge tjenesteydelser relateret til skovbrug.
- Södra Timber, som omfatter savværker med otte produktionsenheter i Kinda, Långasjö, Mönsterås, Orrefors, Ramkvilla, Torsås, Unnefors og Värö, men omfatter også husfremstilling, da man i 2009 overtog Trivselhus, en af Sveriges største producenter af træhuse.
- Södra Cell AB, som omfatter papirindustri i Mönsterås, Mörrum, Värö.
- Södra Interiör, der der fremstiller interiørprodukter som gulve, lister og paneler.

Desuden driver Södra handel med energi i form af grøn el og fjernvarme, der produceres af enhederne i selskaberne Södra Cell, Södra Timber og Södra Vindkraft.